# Abraham Grill den yngre
Abraham Grill, född 28 januari 1707 i Stockholm, död 25 januari 1763 i Göteborg, var en svensk köpman av släkten Grill.

## Biografi
Abraham Grill föddes 1707 i Stockholm. Han var son till grosshandlaren Abraham Grill den äldre och Helena Wittmack. Grill var under åren 1733–1746 konsul och svensk kommissarie i Helsingör. Efter flytt till Göteborg blev han grosshandlare och direktör vid Svenska Ostindiska Companiet. Enligt bouppteckning, auktionsprotokoll och dödboken för tyska Kristine församling i Göteborg avled han 1763 .
År 1755 var Abraham Grill en av initiativtagarna till Salomoniska Frimurarelogen Tre Lås i Göteborg. Man bedrev första tiden sin verksamhet i Grillska gårdshuset, alltså i fastigheten närmast väster om det hus vid Södra Hamngatan i Göteborg där Logen finns idag.
Abraham Grill ägde en tredjedel av Schillerska pappersbruket i Mölndal.

### Familj
Grill gifte sig år 1735 enligt vigselboken för Tyska kyrkan i Stockholm med Anna Maria Petersén (1713–1754), enligt dopboken dotter till den framgångsrike köpmannen Johan Adam Petersén i Stockholm. De fick tillsammans barnen Jean Abraham Grill (1736-1792) som blev superkargör i Ostindiska Kompaniet och ägare till Godegård, handelsmannen Lorentz Grill (1737-1773) i Göteborg, Anthony Grill (död 1757), Christina Maria Grill (1739–1818) som var gift med superkargören Gustaf Tham, Anna Maria Grill (1747–1812) som var gift med kungliga sekreteraren Fredrik Preis, grosshandlaren Claes Grill i London, Johanna Carolina Grill (1752–1804) och Anna Johanna Grill (1753-1809) som var gift med sin kusin brukspatron Adolph Ulric Grill (1752-1797).
Anna Johanna Grill och Adolph Ulric Grill utvecklade tillsammans verksamheten vid Söderfors och även vid Österby bruk, som hon övertog i samband med Grillska handelshusets konkurs år 1800 och sedan successivt kunde överföra till sin systerson Pehr Adolph Tamm.